# Bawolce
Bawolce (Alcelaphini) – plemię ssaków z podrodziny antylop (Antilopinae) w obrębie rodziny wołowatych (Bovidae). 

## Rozmieszczenie geograficzne
Plemię obejmuje gatunki występujące w Afryce. 

## Charakterystyka
Bawolce pojawiły się w Afryce ok. 5-4,5 mln lat temu. Charakteryzują się długimi kończynami, wydłużoną głową oraz obecnością u przedstawicieli obydwu płci lirowatych rogów i dobrze rozwiniętych gruczołów przedoczodołowych.

## Podział systematyczny
Do plemienia należą następujące występujące współcześnie rodzaje: 
- Alcelaphus de Blainville, 1816 – bawolec – jedynym żyjącym współcześnie przedstawicielem jest Alcelaphus buselaphus (Pallas, 1766) – bawolec krowi
- Beatragus E. Heller, 1912 – hirola – jedynym żyjącym współcześnie przedstawicielem jest Beatragus hunteri P.L. Sclater, 1889 – hirola okularowa
- Damaliscus P.L. Sclater & O. Thomas, 1894 – sasebi
- Connochaetes H. Lichtenstein, 1812 – gnu

Opisano również kilka rodzajów wymarłych:
- Awashia Vrba, 1997[21] – jedynym przedstawicielem był Awashia suwai Vrba, 1997
- Damalacra Gentry, 1980[22]
- Damalborea Gentry, 2010[23]
- Damalops Pilgrim, 1939[24] – jedynym przedstawicielem był Damalops palaeindicus (Falconer, 1859)
- Maremmia Hürzeler, 1983[25]
- Megalotragus Van Hoepen, 1932[26]
- Numidocapra Arambourg, 1949[27]
- Parmularius Hopwood, 1934[28]
- Rusingoryx Pickford & H. Thomas, 1984[29] – jedynym przedstawicielem był Rusingoryx atopocranion Pickford & H. Thomas, 1984